# Serie A 1987 (Ecuador)
La Serie A 1987 è stata la 29ª edizione della massima serie del campionato di calcio dell'Ecuador, ed è stata vinta dal Barcelona, giunto al suo nono titolo.

## Formula
I 18 partecipanti disputano la prima fase in un girone all'italiana; l'ultima classificata viene retrocessa, mentre le prime 12 avanzano alla seconda fase. Nella seconda fase le formazioni qualificate vengono divise in due gruppi da 6; le prime due d'ogni girone passano al quadrangolare finale, che determina il vincitore del titolo.

## Prima fase
|  | Pos. | Squadra              | Pt | G  | V  | N  | P  | GF | GS | DR  |
|  | ---- | -------------------- | -- | -- | -- | -- | -- | -- | -- | --- |
|  | 1.   | Barcelona SC         | 47 | 34 | 21 | 5  | 8  | 50 | 25 | +25 |
|  | 2.   | El Nacional          | 44 | 34 | 16 | 6  | 9  | 67 | 41 | +27 |
|  | 3.   | LDU Quito            | 43 | 34 | 14 | 15 | 5  | 49 | 29 | +20 |
|  | 3.   | Deportivo Cuenca     | 43 | 34 | 16 | 11 | 7  | 39 | 21 | +18 |
|  | 5.   | Filanbanco           | 42 | 34 | 17 | 8  | 9  | 57 | 37 | +20 |
|  | 6.   | Deportivo Quito      | 37 | 34 | 13 | 11 | 10 | 52 | 38 | +15 |
|  | 6.   | Aucas                | 37 | 34 | 13 | 11 | 10 | 48 | 42 | +6  |
|  | 6.   | Audaz Octubrino      | 37 | 34 | 14 | 9  | 11 | 37 | 39 | -2  |
|  | 9.   | LDU Portoviejo       | 36 | 34 | 14 | 8  | 12 | 51 | 41 | +10 |
|  | 10.  | Emelec               | 34 | 34 | 14 | 6  | 14 | 43 | 37 | +6  |
|  | 10.  | Téc. Universitario   | 34 | 34 | 11 | 12 | 11 | 42 | 40 | +2  |
|  | 10.  | Macará               | 34 | 34 | 12 | 10 | 12 | 49 | 53 | -4  |
|  | 13.  | América de Quito     | 30 | 34 | 9  | 12 | 13 | 32 | 39 | -7  |
|  | 14.  | Deportivo Quevedo    | 28 | 34 | 11 | 6  | 17 | 39 | 66 | -27 |
|  | 15.  | Universidad Católica | 25 | 34 | 8  | 9  | 17 | 31 | 47 | -16 |
|  | 15.  | Esmeraldas           | 25 | 34 | 8  | 9  | 17 | 35 | 57 | -22 |
|  | 17.  | River Plate Riobamba | 24 | 34 | 6  | 12 | 16 | 33 | 50 | -17 |
|  | 18.  | Deportivo Cotopaxi   | 12 | 34 | 3  | 6  | 25 | 26 | 78 | -52 |

Barcelona 2 punti bonus; El Nacional 1.

## Seconda fase
Punti bonus: Barcelona 2; El Nacional 1.

### Gruppo 1
|  | Pos. | Squadra            | Pt | G  | V | N | P | GF | GS | DR  |
|  | ---- | ------------------ | -- | -- | - | - | - | -- | -- | --- |
|  | 1.   | Barcelona SC       | 14 | 10 | 4 | 4 | 2 | 14 | 12 | +2  |
|  | 2.   | Filanbanco         | 13 | 10 | 5 | 3 | 2 | 21 | 7  | +14 |
|  | 3.   | LDU Quito          | 10 | 10 | 4 | 2 | 4 | 19 | 19 | 0   |
|  | 3.   | Aucas              | 10 | 10 | 4 | 2 | 4 | 13 | 14 | -1  |
|  | 3.   | LDU Portoviejo     | 10 | 10 | 3 | 4 | 3 | 14 | 16 | -2  |
|  | 6.   | Téc. Universitario | 5  | 10 | 1 | 3 | 6 | 10 | 23 | -13 |

Barcelona 1 punto bonus.

### Gruppo 2
|  | Pos. | Squadra          | Pt | G  | V | N | P | GF | GS | DR |
|  | ---- | ---------------- | -- | -- | - | - | - | -- | -- | -- |
|  | 1.   | Deportivo Quito  | 14 | 10 | 5 | 4 | 1 | 17 | 10 | +7 |
|  | 2.   | Audaz Octubrino  | 12 | 10 | 4 | 4 | 2 | 11 | 12 | -1 |
|  | 3.   | Macará           | 11 | 10 | 4 | 3 | 3 | 13 | 13 | 0  |
|  | 4.   | Emelec           | 10 | 10 | 4 | 2 | 4 | 17 | 13 | +4 |
|  | 4.   | El Nacional      | 10 | 10 | 3 | 3 | 4 | 14 | 15 | -1 |
|  | 6.   | Deportivo Cuenca | 4  | 10 | 0 | 4 | 6 | 4  | 13 | -9 |

Deportivo Quito 1 punto bonus.

## Fase finale
Punti bonus: Barcelona 1; Deportivo Quito 1.

|                    | Pos. | Squadra         | Pt | G | V | N | P | GF | GS | DR |
| ------------------ | ---- | --------------- | -- | - | - | - | - | -- | -- | -- |
| Ecuador (bandiera) | 1.   | Barcelona SC    | 9  | 6 | 3 | 2 | 1 | 5  | 2  | +3 |
|                    | 2.   | Filanbanco      | 8  | 6 | 2 | 4 | 0 | 6  | 2  | +4 |
|                    | 3.   | Audaz Octubrino | 5  | 6 | 2 | 1 | 3 | 6  | 9  | -3 |
|                    | 4.   | Deportivo Quito | 4  | 6 | 1 | 1 | 4 | 5  | 9  | -4 |

## Verdetti
- Barcelona campione nazionale
- Barcelona e Filanbanco in Coppa Libertadores 1988
- Deportivo Cotopaxi retrocesso.

## Classifica marcatori
| Gol |  |  | Giocatore             | Squadra            |
| --- |  |  | --------------------- | ------------------ |
| 23  |  |  | Ermen Benítez         | El Nacional        |
| 23  |  |  | Hamilton Cuvi         | Filanbanco         |
| 23  |  |  | Waldemar Victorino    | LDU Portoviejo     |
| 20  |  |  | José Moreno           | LDU Quito          |
| 19  |  |  | Santos González       | Aucas              |
| 17  |  |  | Luis Fernández        | Deportivo Quito    |
| 16  |  |  | Guillermo La Rosa     | LDU Quito          |
| 15  |  |  | Ricardo Espala        | Macará             |
| 14  |  |  | Lorenzo Klinger       | Barcelona SC       |
| 13  |  |  | Raúl Avilés           | Emelec             |
| 13  |  |  | Carlos Valencia       | Macará             |
| 13  |  |  | Juan Martín Caballero | Téc. Universitario |
| 12  |  |  | Álex Aguinaga         | Deportivo Quito    |
| 12  |  |  | Eduardo Aparicio      | Audaz Octubrino    |
| 12  |  |  | Fabián Burbano        | Téc. Universitario |